# ロスコモン郡 (ミシガン州)
ロスコモン郡（英: Roscommon County）は、アメリカ合衆国ミシガン州ロウアー半島の北部に位置する郡である。2010年国勢調査での人口は24,449人であり、2000年の25,469人から4.0%減少した。郡庁所在地はロスコモン村（人口1,075人）であり、同郡で唯一法人化された村でもある。地元では郡名を短縮して「ロスコ」と呼ばれている。

## 歴史
ロスコモン郡は1840年に「ミキノーク郡」としてマキナック郡から分離して設立された。1843年、アイルランドのロスコモン県に因んで改名された。郡内にはミシガン州公認の歴史銘板が3か所にある。すなわちガーリッシュ、開拓者の家、ターニー邸である。

## 地理
アメリカ合衆国国勢調査局に拠れば、郡域全面積は579.84平方マイル (1,501.8 km2)であり、このうち陸地521.40平方マイル (1,350.4 km2)、水域は58.44平方マイル (151.4 km2)で水域率は10.08%である。郡域にはオ・サーブル州立林が掛かっている。

### 特徴的な地形
- オ・サーブル川
- ヒギンス湖
- ホートン湖
- セントヘレン湖
- 石油埋蔵

氷河が地域の地形を造っており、特徴有る生態系になっている。地域の大部分はいわゆるグレイリング外縁堆積原であり、氷河が崩壊させた砂質の尾根など広い堆積原、バンクスマツの生える荒地、シロマツとアカマツの森、北部の硬木の森よりなっている。氷河作用で大きな湖が形成された。

### 主要高規格道路
- 州間高速道路75号線
- 州間高速道路75号線産業道路、ロスコモン中心街を通る環状線となる
- アメリカ国道127号線
- ミシガン州道18号線
- ミシガン州道55号線
- ミシガン州道157号線
- 郡道18号線
- 郡道28号線
- 郡道97号線

### 隣接する郡
- クロウフォード郡 - 北
- オスコダ郡 - 北東
- オゲモー郡 - 東
- グラッドウィン郡 - 南東
- クレア郡 - 南西
- ミソーキー郡 - 西
- カルカスカ郡 - 北西

## 地元の呼び物
ロスコモン郡は2つの大変大きな湖のある地域を中心とし、大きな州立林の中にある。クマ、シカ、ワシ、カートランドアメリカムシクイ、シチメンチョウなど野生生物が身近に生息している。行事などとして次のようなものがある。
- ブルーギル祭、毎年夏にセントヘレンで開催
- カートランドアメリカムシクイ生息域と祭、北部で開かれ、野鳥観測者にとっては見逃せないもの[9]
- ミシガン・ショア・トゥ・ショア・トレイル、エンパイアからオスコダまで通っているが、南北の分岐路もある。全長500マイル (800 km) の相互に接続された遊歩道の体系になっている[10]
- ティッピ・アップ・タウン冬季祭、1月の第2週週末にホートン湖で開催[11]

## 人口動態
以下は2000年の国勢調査による人口統計データである。
| 基礎データ - 人口: 25,469人 - 世帯数: 11,250 世帯 - 家族数: 7,616 家族 - 人口密度: 19人/km2（49人/mi2） - 住居数: 23,109軒 - 住居密度: 17軒/km2（44軒/mi2） 人種別人口構成 - 白人: 97.99% - アフリカン・アメリカン: 0.32% - ネイティブ・アメリカン: 0.64% - アジア人: 0.19% - 太平洋諸島系: 0.04% - その他の人種: 0.10% - 混血: 0.72% - ヒスパニック・ラテン系: 0.80% 先祖による構成 - ドイツ系：24.4% - イギリス系：12.7% - アイルランド系：9.9% - ポーランド系：9.2% - アメリカ人：9.2% - フランス系：6.7% 言語による構成 - 英語：97.2% | 年齢別人口構成 - 18歳未満: 20.0% - 18-24歳: 5.5% - 25-44歳: 21.4% - 45-64歳: 29.3% - 65歳以上: 23.8% - 年齢の中央値: 47歳 - 性比（女性100人あたり男性の人口） - 総人口: 96.9 - 18歳以上: 94.3 世帯と家族（対世帯数） - 18歳未満の子供がいる: 21.9% - 結婚・同居している夫婦: 56.7% - 未婚・離婚・死別女性が世帯主: 7.7% - 非家族世帯: 32.3% - 単身世帯: 28.1% - 65歳以上の老人1人暮らし: 14.0% - 平均構成人数 - 世帯: 2.23人 - 家族: 2.69人 収入と家計 - 収入の中央値 - 世帯: 30,029米ドル - 家族: 35,757米ドル - 性別 - 男性: 31,878米ドル - 女性: 20,549米ドル - 人口1人あたり収入: 17,837米ドル - 貧困線以下 - 対人口: 12.4% - 対家族数: 8.6% - 18歳未満: 18.9% - 65歳以上: 6.5% |

## 郡政府
郡政府は郡監獄の運営、地方道の維持、地方裁判所の運営、権利譲渡と抵当権設定記録など重要記録の維持、公衆衛生規制の管理、福祉など社会サービスの項目で州の施策への参加を行う。郡政委員会は予算を管理するが、法や条例を作るのは限定付き権限である。ミシガン州では、警察と消防、建設と区画割、税評価、街路維持など地方政府の大半機能は個々の都市と郡区の責任である。

## 郡区
ロスコモン郡は下記11の郡区に分割されている。
| - オ・サーブル - バッカス - デントン - ガーリッシュ | - ヒギンス - レイク - ライアン - マーキー | - ネスター - リッチフィールド - ロスコモン |

## 都市と町
都市
- なし

村
- ロスコモン - 郡庁所在地

未編入の町
- ヒギンスレイク
- ホートンレイク
- ホートンレイクハイツ
- プルーデンビル
- セントヘレン

## 宗教
ロスコモン郡はローマ・カトリック教会ゲイロード教区と西ミシガンのエピスコパル教区に属している。